# Henri Mondeux
Henri Mondeux (22 de junio de 1826-29 de enero de 1861) fue un calculista mental francés.

## Biografía
Hijo de un leñador, su familia era demasiado pobre para permitirle ir a la escuela, y pasó su infancia cuidando ovejas. Descubrió los números manipulando piedras y ramitas. Un maestro de Tours, Émile Jacoby, descubrió sus excepcionales habilidades de memorización y se dedicó a enseñarle aritmética mental. Ante su rápido avance, presentó a Henri en la Academia de Ciencias de París el 14 de diciembre de 1840, ante una comisión formada por varios académicos como François Arago, Jacques Charles François Sturm, Joseph Liouville y Augustin Louis Cauchy. Dio la respuesta correcta a preguntas como cuál es el cuadrado de 756 y cuántos minutos hay en 52 años. Esta comisión reconoció sus habilidades en el campo de la aritmética, pero también señaló sus deficiencias en la ortografía y en muchas otras materias:

Cauchy señaló que: “En la actualidad, [Henri] realiza fácilmente en su mente no solo varias operaciones aritméticas, sino en muchos casos también la solución numérica de ecuaciones; a veces inventa procesos maravillosos para resolver muchas preguntas diferentes, generalmente tratadas con la ayuda del álgebra, y determina a su manera los valores exactos o aproximados de números enteros o fraccionarios que satisfacen las condiciones indicadas".

La memoria de Mondeaux y otras habilidades relacionadas con el conteo se describieron en el mismo informe:

“Teníamos curiosidad por saber cuánto tiempo le costaba memorizar y guardar en la memoria un número que constaba de 24 dígitos divididos en cuatro cuartillas, de modo que le fuera posible recitar los seis dígitos contenidos en cada una de las cuartillas. Resultó que cinco minutos fueron suficientes para él. Posee una capacidad asombrosa para comprender oraciones relacionadas con números. Uno de nosotros le mostró varios medios para simplificar las operaciones aritméticas y los puso en práctica con la mayor facilidad. Sin embargo, sería un error pensar que la memoria de Mondeaux, que es tan rápida para representar números, pueda aplicarse con la misma facilidad a otros propósitos. Como ya hemos señalado anteriormente, le resulta difícil memorizar los nombres de lugares, personas y objetos que aún no le han llamado la atención, por ejemplo, los números considerados en geometría. Luego, cabe señalar que, inmerso en la solución del problema, puede dedicarse a otro asunto solo si no interfiere con el logro de su objetivo principal. Si a Mondeaux le llaman la atención varios números que deben combinarse entre sí, entonces, para poder seguir el curso de la operación en su mente, su pensamiento está clavado en él con tanta fuerza, como si él mismo estuviera completamente aislado de todo lo que lo rodea."

El informe concluía expresando el deseo de "que el gobierno proporcione al Sr. Jacoby los medios para continuar con su buena causa y desarrollar aún más esas raras habilidades que dan lugar a la esperanza de que el niño extraordinario que las posee finalmente se distinguirá en el campo académico". A pesar del aliento expresado por Cauchy en su informe, Henri Mondeux rápidamente cayó en el olvido.
Murió a la edad de 34 años, el 29 de enero de 1861, mientras viajaba en una diligencia de Condom a Auch.